# Rosa gris
«Rosa gris» es una canción del Grupo musical Duncan Dhu, con música y letra de Diego Vasallo. Incluida en su quinto álbum de estudio Autobiografía.

## Descripción
La canción fue compuesta para formar parte de la banda sonora original de la película Orquídea salvaje, protagonizada por Mickey Rourke y Jacqueline Bisset, si bien no fue finalmente seleccionada.
Es uno de los primeros temas de la banda, después de varios años en activo que es cantado no por el solista habitual Mikel Erentxun, sino por el otro componente del dúo Diego Vasallo, a la sazón autor del tema.
El tema se ha terminado convirtiendo en uno de los más emblemáticos de la banda, sonando en sus conciertos incluso transcurridos 20 años desde su publicación. Llegó a alcanzar el número 1 de la célebre lista de la emisora musical española Los 40 Principales el 29 de septiembre de 1990.
El tema fue versionado por La Cabra Mecánica para el álbum Cien gaviotas dónde irán... Un tributo a Duncan Dhu, de 2005.
Incluida además en los recopilatorios Colección 1985-1998 y Teatro Victoria Eugenia (en directo).